# Xestia nepalensis
Xestia nepalensis är en fjärilsart som beskrevs av Charles Boursin 1964. Xestia nepalensis ingår i släktet Xestia och familjen nattflyn. Inga underarter finns listade i Catalogue of Life.